# Masłoborowik żółtobrązowy

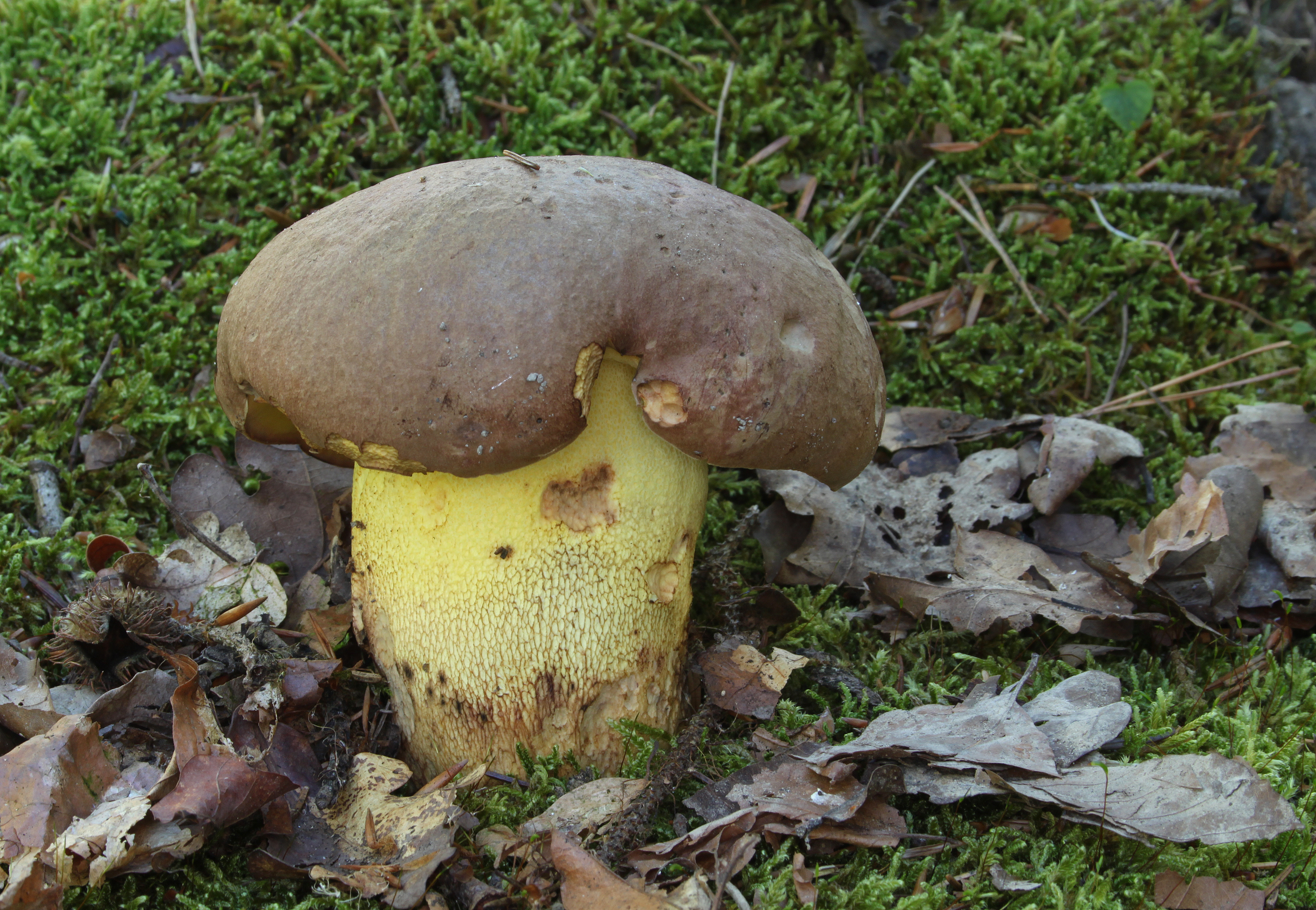

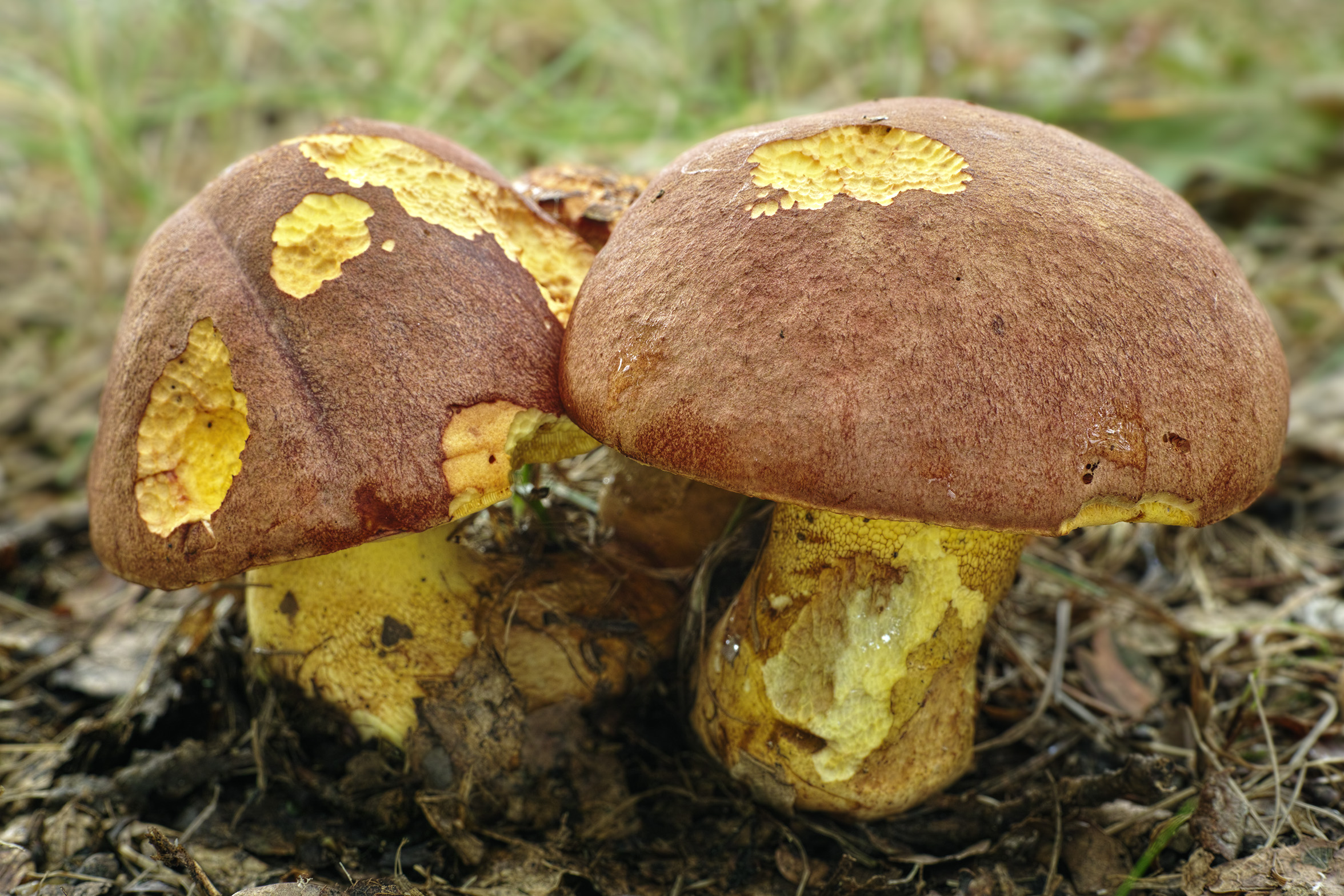

Masłoborowik żółtobrązowy, borowik żółtobrązowy (Butyriboletus appendiculatus (Schaeff.) D. Arora & J.L. Frank) – gatunek grzybów z rodziny borowikowatych (Boletaceae).

## Systematyka i nazewnictwo
Pozycja w klasyfikacji według Index Fungorum: Butyriboletus, Boletaceae, Boletales, Agaricomycetidae, Agaricomycetes, Agaricomycotina, Basidiomycota, Fungi.
Po raz pierwszy takson ten opisany został w 1763 r. przez J. C. Schaeffera jako Boletus appendiculatus. W 2014 r. w wyniku badań filogenetycznych prowadzonych w obrębie rodzaju Boletus został przeniesiony do nowo utworzonego rodzaju Butyriboletus.
Synonimy:
- Boletus appendiculatus Schaeff. 1763
- Boletus appendiculatus Schaeff. 1763 subsp. appendiculatus
- Boletus appendiculatus subsp. euappendiculatus Maire 1933
- Boletus radicans var. appendiculatus (Schaeff.) Pers. 1801
- Tubiporus appendiculatus (Fr.) Maire 1937

Nazwę borowik żółtobrązowy nadał Władysław Wojewoda w 2003 r., wcześniej gatunek ten znany był pod polską nazwą borowik przyczepkowy podaną przez Zaleskiego ze współautorami w 1948 r. Wojewoda ujął jako borowika żółtobrązowego podgatunek typowy (Boletus appendiculatus Schaeff. subsp. appendiculatus), ale także podgatunek blednący, wyróżniany przez innych jako masłoborowik blednący i podgatunek królewski, wyróżniany przez innych jako masłoborowik królewski. Po przeniesieniu gatunku do rodzaju Butyriboletus, nazwy te są niespójne z nową nazwą naukową. W 2021 r. Komisja ds. Polskiego Nazewnictwa Grzybów Polskiego Towarzystwa Mykologicznego zarekomendowała używanie nazwy masłoborowik żółtobrązowy.

## Morfologia
Kapelusz
Średnica 6–15 cm, kształt początkowo półkulisty, potem płaskołukowaty. Powierzchnia u młodych owocników delikatnie pilśniowata, u starszych naga. Podczas suchej pogody skórka pęka na poletka. Barwa różowa, szaroróżowa, czerwonoróżowa. W uszkodzonych miejscach prześwituje żółty miąższ.
Hymenofor
Rurkowaty. Czasami pory rurek delikatnie sinieją po uszkodzeniu.
Trzon
Wysokość 5–15 cm, grubość 2–6 cm, kształt początkowo beczułkowaty, potem pałkowaty lub walcowaty, zazwyczaj korzeniasto zakończony (lekko wygięty u nasady w części podziemnej). Powierzchnia chromowożółta, w dolnej części z winnoczerwonymi plamkami. Siateczka jest koloru trzonu i pokrywa górną 1/2 do 2/3 wysokości trzonu, zazwyczaj jest wyraźna, ale zdarzają się owocniki ze słabo widoczną siateczką.
Miąższ
Początkowo zwarty i mięsisty, potem bardziej miękki. Ma żółtą barwę, tylko przy podstawie trzonu jest brązowoczerwony. Po przecięciu nieznacznie błękitnieje tuż nad rurkami oraz czasami w górnej części trzonu. Ma przyjemny zapach i smak.
Wysyp zarodników
Oliwkowobrązowy. Zarodniki elipsoidalno-wrzecionowate, gładkie, miodowożółte, cienkościenne, o wymiarach 11–15 × 4,5–5 µm.

## Występowanie
Najwięcej stanowisk podano w Europie, poza tym występuje w Ameryce Północnej, Środkowej i Australii. W Polsce gatunek rzadki. Znajduje się na Czerwonej liście roślin i grzybów Polski. Ma status V – gatunek narażony na wymarcie. Znajduje się na czerwonych listach gatunków zagrożonych także w Austrii, Belgii, Czechach, Niemczech, Estonii, Norwegii, Holandii, Szwecji, Słowacji, Finlandii.
Naziemny grzyb mykoryzowy. Występuje w ciepłych lasach liściastych pod dębami i bukami, ale spotykany również w lasach iglastych pod jodłami, na glebach wapiennych.